# Polypedates nigropunctatus
Polypedates nigropunctatus é uma espécie de anfíbio da família Rhacophoridae.
Pode ser encontrada nos seguintes países: China, e possivelmente Myanmar e Vietname.
Os seus habitats naturais são: florestas temperadas, florestas subtropicais ou tropicais húmidas de baixa altitude, regiões subtropicais ou tropicais húmidas de alta altitude, matagal húmido tropical ou subtropical, rios, marismas de água doce, marismas intermitentes de água doce, lagoas e terras irrigadas.
Está ameaçada por perda de habitat.